# 사람 폴리오마바이러스 2
JC 바이러스(John Cunningham virus), 또는 사람 폴리오마바이러스 2(Human polyomavirus 2)는 폴리오마바이러스과에 속하는 바이러스종이다. 1965년에 추라인(ZuRhein)과 추(Chou)가 전자현미경을 통해 구분하였고, 같은해 실버만과 루빈스타인이 곧이어 동정하였으며, 이후 진행성 다초점백색질뇌증(PML)의 첫 두 환자중 한 명인 존 커닝햄의 표본으로부터 분리 및 배양에 성공한다. 일반적으로 PML을 일으키나, 후천면역결핍증후군같은 면역결핍환자나 장기 이식 등 면역을 억제한 환자에서는 다른 질병도 발생할 수 있다.

## 감염과 발병기전
처음 감염되는 부위는 편도이며 위장관 역시 감염되는 것으로 보인다. 이후 위장관에 잠복해있다가 콩팥 세뇨관의 상피 조직을 감염시키는데, 이후 소변에서 바이러스 입자가 검출된다. 최근에는 정액과 융모막융모조직도 감염되는 것이 확인되었다. 자연 유산된 여성이나 임신 중절을 받은 여성들의 절반 이상에서 이 바이러스가 검출되었다.
혈액뇌장벽을 통과해 중추신경계통으로 침입하여 희소 돌기 아교 세포와 별 아교 세포를 감염시키는데, 5-HT2A 세로토닌 수용체를 통해 세포로 침투하는 것으로 보인다. PML에 걸리지 않은 환자에서도 검출되는 경우가 있다. 하지만 PML 환자의 중추신경계통에서 검출된 JC 바이러스와 비교할 때 거의 대부분 촉진유전자서열에 차이가 있다. 특히 촉진유전자 초반부에 존재하는 전사인자가 바이러스의 영양성(trophism)과 증식에 영향을 주는 것으로 보이며 이것이 PML 발병 여부를 결정하는 것으로 여겨진다. 이 부분에 암호화되어있는 단백질은 T-항원인데, 캡시드 형성, 조절 단백질에 대한 전사 조절 및 DNA 복제 개시 등 바이러스 증식에서 핵심적인 기능을 한다. 따라서 가수면상태인 바이러스를 활성상태로 전환하는데 중요한 역할을 하는 것으로 보인다. 병리학적 증상과 이 바이러스가 어떻게 연관되는지를 밝히는 연구가 제안되었다. 쥐를 대상으로 한 연구에서 전사인자 Spi-B가 바이러스 복제에 중요한 기능을 함이 밝혀졌다.
면역억제나 면역결핍의 경우 바이러스의 재활성이 일어난다. 특히 이러한 경우 뇌의 희소 돌기 아교 세포가 파괴되어 치명적인 진행성 다초점백색질뇌증의 원인이 된다. 그러나 이것이 기존에 수면상태였던 바이러스의 재활성화 때문인지, 아니면 새로이 재활성화된 바이러스가 혈액이나 림프액을 타고 흐르기 때문인지는 아직 밝혀지지 않았다. 대장악성종양에서 바이러스가 검출되어 대장암과의 연관성이 2000년 이후로 계속 제시되었는데, 아직 논의중에 있다.

## 질병 및 변종
과거에는 백질의 탈수초화 및 PML과 관련이 있을 것으로 여겨졌는데, 최근에는 더 많은 병을 일으키는 원인일 가능성이 제시되고 있다. 일례로 중증 소뇌 위축을 일으킨다는 것이 보고되었는데, 특이하게도 푸르키네세포는 가만히 둔 채로 과립세포층만 감염시킨다. 이 소뇌위축증을 JCV 과립세포층병증(JCV GCN)이라 하는데, VP1 유전자가 변이된 변종이 이 증후군을 일으킨다.
피질추상세포(cortical pyramidal cell, CPN)과 별 아교 세포를 감염시켜 뇌증을 일으키는 것이 관찰되었다. 이 뇌증은 JCV CPN이라 하는데, JCV GCN과 달리 VP1 유전자에는 변이가 없지만 143번째 서열에 결손이 나타난 바이러스 변종에 의해 발생한다. 이 서열은 아그노단백질을 암호화하는 부위로, 이 부위에 나타난 결손으로 인해 GCN이 아닌 CPN으로 굴성을 가지게 된 것으로 보인다. 세포 내에서는 핵, 세포질, 축삭에서 바이러스 입자가 발견되어 축삭을 통해 바이러스가 이동하는 것으로 보인다.
수막염환자의 뇌척수액에서 발견됨에 따라 무균성수막염(JCVM)의 원인으로 지목된다. 염기서열에 특별한 차이는 알려지지 않았다.

## 유행병

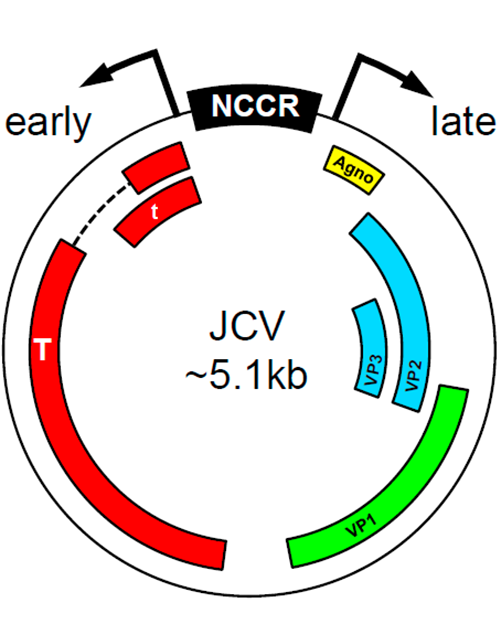
JC 바이러스의 유전체 지도. T(종양)-항원 단백질 유전자가 붉은색으로, 세 개의 캡시드 단백질이 각각 초록색과 파란색으로, 아그노단백질 유전자가 노란색으로, 비암호화 제어구역(NCCR)은 검은색으로 표시되었다.

70에서 90%의 인류가 감염되었는데 대부분 청소년기 이전에 감염된다. 도시 하수도에서 높은 농도로 발견되어 오염된 물이 감염의 주 경로로 여겨진다.
지역에 따라 유전자에 약간의 차이를 보이기 때문에 사람의 이주경로를 추적하는데 유용하게 쓰이고 있다. 아형을 비롯해 14개의 유전자형이 보고되었으며 지역에 따라 유럽의 경우 a, b, c, 아프리카의 경우 중앙아프리카와 서아프리카에서 발견되는 비주류형(Af1)과 아프리아 전역과 서아시아 및 남아시아에서 발견되는 주류형(Af2), 아시아의 경우 B1-a, B1-b, B1-d, B2, CY, MY, SC로 나뉜다.
유전자형을 8개로 구분하기도 한다. 이 경우 1형과 4형은 유럽과 일본 북부 원주민, 북동시베리아, 캐나다 북부에서 발견되는데, 지역에서도 볼 수 있듯이 이 두 유전형은 계통학적으로 긴밀하다. 3형과 6형은 사하라사막 이남에서 발견되는데, 3형의경우 에티오피아, 탄자니아를 비롯한 남아프리카에서, 6형의 경우 가나에서 발견된다. 중앙아프리카의 비아카 피그미족과 반투족에서는 둘 모두 발견되었다. 2형은 여러 아종들이 있는데, 2A형의 경우 이누이트를 제외한 아메리카 원주민들과 일본인에서, 2B형의 경우 유라시아에서, 2D의 경우 인도에서, 2E의 경우 오스트레일리아 및 남태평양 지역에서 발견된다. 7A형은 중국 남부와 동남아시아에서, 7B의 경우 중국 북부와 몽골 및 일본에서, 7C형은 중국 북부와 남부에서 발견된다. 8형은 파푸아뉴기니를 비롯한 태평양의 섬들에서 발견된다. 이렇듯 지역에 따라 유전형이 달라지는 특징으로 인해 사람의 이주경로를 추적할 수 있는 것이다.

## 바이러스 재활성과 관련있는 의약품
면역결손이 PML으로 발전할 수 있기 때문에 감염 환자들에서 면역약화기법은 금기증이다. 아래의 의약품들은 모두 박스형 경고문(boxed warning)이 부착되었다. 리툭시맙(Rituxan)이 PML을 발병할 수 있으며 이로 인해 사망한 사례도 나타났기 때문에, 해당 바이러스의 감염시 이 약물을 처방하는 것은 상당한 주의가 요구된다. 임상적으로 나탈리주맙(Tysabri)을 처방받은 환자 3명에서도 마찬가지 이유로 PML이 발병되었으며, 현재 PML을 일으키는 가장 큰 원인중 하나로 손꼽힌다. 다메틸푸마레이트(Tecfidera)와 핑골리모드(Gilenya) 역시 PML을 일으키며 사망사례가 보고되었다.
2009년 2월 19일에는 에팔리주맙(Raptiva)을 임상적으로 처방받은 세 명의 환자에서 PML이 발병하였음이 보고되어, 마찬가지로 각별한 주의가 요구된다. 이러한 이유로 해당 약품은 2009년 4월 10일에 미국 시장으로부터 판매금지되었다. 브렌툭시맙 베도틴(Adcetris) 역시 3명중 2명이 PML을 일으킨 것을 보고받은 FDA로부터 2011년 1월 13일 박스형 경고문이 부착되었다.